# Војнеговац
Војнеговац је насеље Града Пирота у Пиротском округу. Према попису из 2022. има 125 становника (према попису из 2002. било је 270 становника).

## Прошлост
Место "Војнеговце" године 1879. има 36 кућа са 315 становника, има само једног писменог човека и 62 пореске главе.

## Демографија
У насељу Војнеговац живи 238 пунолетних становника, а просечна старост становништва износи 51,3 година (51,0 код мушкараца и 51,6 код жена). У насељу има 107 домаћинстава, а просечан број чланова по домаћинству је 2,52.
Ово насеље је у потпуности насељено Србима (према попису из 2002. године), а у последња три пописа, примећен је пад у броју становника.
|  |

| Демографија | Демографија | Демографија |
| Година      | Становника  | Становника  |
| ----------- | ----------- | ----------- |
| 1948.       | 764         |             |
| 1953.       | 752         |             |
| 1961.       | 635         |             |
| 1971.       | 517         |             |
| 1981.       | 416         |             |
| 1991.       | 336         | 336         |
| 2002.       | 270         | 270         |

| Етнички састав према попису из 2002.‍ | Етнички састав према попису из 2002.‍ | Етнички састав према попису из 2002.‍ | Етнички састав према попису из 2002.‍ | Етнички састав према попису из 2002.‍ |
| ------------------------------------ | ------------------------------------ | ------------------------------------ | ------------------------------------ | ------------------------------------ |
|                                      |                                      |                                      |                                      |                                      |
| Срби                                 | Срби                                 |                                      | 270                                  | 100,0%                               |
| непознато                            | непознато                            |                                      | 0                                    | 0,0%                                 |

| Година пописа     | 1948. | 1953. | 1961. | 1971. | 1981. | 1991. | 2002. |
| ----------------- | ----- | ----- | ----- | ----- | ----- | ----- | ----- |
| Број домаћинстава | 121   | 130   | 134   | 144   | 128   | 129   | 107   |

| Број чланова      | 1  | 2  | 3  | 4  | 5 | 6 | 7 | 8 | 9 | 10 и више | Просек |
| ----------------- | -- | -- | -- | -- | - | - | - | - | - | --------- | ------ |
| Број домаћинстава | 33 | 29 | 21 | 12 | 8 | 3 | 0 | 0 | 0 | 1         | 2,52   |

| Пол    | Укупно | Неожењен/Неудата | Ожењен/Удата | Удовац/Удовица | Разведен/Разведена | Непознато |
| ------ | ------ | ---------------- | ------------ | -------------- | ------------------ | --------- |
| Мушки  | 129    | 29               | 75           | 20             | 4                  | 1         |
| Женски | 115    | 8                | 75           | 26             | 6                  | 0         |
| УКУПНО | 244    | 37               | 150          | 46             | 10                 | 1         |

| Пол    | Укупно                    | Пољопривреда, лов и шумарство | Рибарство                            | Вађење руде и камена | Прерађивачка индустрија       |
| ------ | ------------------------- | ----------------------------- | ------------------------------------ | -------------------- | ----------------------------- |
| Мушки  | 47                        | 10                            | 0                                    | 0                    | 16                            |
| Женски | 19                        | 2                             | 0                                    | 0                    | 16                            |
| УКУПНО | 66                        | 12                            | 0                                    | 0                    | 32                            |
| Пол    | Производња и снабдевање   | Грађевинарство                | Трговина                             | Хотели и ресторани   | Саобраћај, складиштење и везе |
| Мушки  | 0                         | 10                            | 2                                    | 0                    | 2                             |
| Женски | 0                         | 0                             | 0                                    | 0                    | 0                             |
| УКУПНО | 0                         | 10                            | 2                                    | 0                    | 2                             |
| Пол    | Финансијско посредовање   | Некретнине                    | Државна управа и одбрана             | Образовање           | Здравствени и социјални рад   |
| Мушки  | 0                         | 0                             | 2                                    | 0                    | 0                             |
| Женски | 0                         | 0                             | 0                                    | 1                    | 0                             |
| УКУПНО | 0                         | 0                             | 2                                    | 1                    | 0                             |
| Пол    | Остале услужне активности | Приватна домаћинства          | Екстериторијалне организације и тела | Непознато            | Непознато                     |
| Мушки  | 1                         | 0                             | 0                                    | 4                    | 4                             |
| Женски | 0                         | 0                             | 0                                    | 0                    | 0                             |
| УКУПНО | 1                         | 0                             | 0                                    | 4                    | 4                             |